# Cheung Prey
Cheung Prey es uno de los 16 distritos que forman la provincia camboyana de Kompung Cham, con una población estimada en marzo de 2008 de 83 771 habitantes. Está dividido en las siguientes  comunas (khum), que se muestran asimismo con población estimada de 2008:
- Khnaor Dambang 6,373
- Kouk Rovieng 4,133
- Phdau Chum 7,550
- Prey Char 6,178
- Pring Chrum 5,955
- Sampong Chey 15,301
- Sdaeung Chey 9,948
- Soutip 13,620
- Srama 8,509
- Trapeang Kor 6,204[1]